# A Star Is Born (banda sonora)
A Star Is Born és la banda sonora de la pel·lícula homònima de 2018, interpretada vocalment pels seus protagonistes, Lady Gaga i Bradley Cooper. Va ser publicada simultàniament a la pel·lícula el 5 d'octubre de 2018 per Interscope Records.
El disc conté un total de 17 cançons originals, així com una versió de «La vie en rose» i 15 diàlegs. Gaga va compondre i va produir la majoria de les cançons de la banda sonora, en ocasions amb el suport d'alguns dels seus col·laboradors més freqüents com Mark Ronson, DJ White Shadow i Hillary Lindsey. D'altra banda, Cooper va incloure-hi també 4 composicions de la mà de Lukas Nelson.
En línies generals, les cançons interpretades a duet per Gaga i Cooper són majoritàriament temes de gènere country, però els temes interpretats només per Cooper són més de gènere rock, mentre que els temes de Gaga tenen un enfocament més pop.
La banda sonora va ser ben rebuda per la crítica, que van lloar la veu de Gaga, la cohesió entre les cançons i la varietat de gèneres. Al web Metacritic, va acumular un total de 78 punts sobre 100. A més d'això, l'àlbum va ser un èxit en vendes i es va convertir en el número 1 en les llistes setmanals d'àlbums més venuts a països com Austràlia, Canadà, els Estats Units, Nova Zelanda i el Regne Unit, entre d'altres. Va aconseguir vendre 1,9 milions de còpies a nivell mundial el 2018 i 1,2 milions el 2019 i es va convertir en el quart disc més venut de tots dos anys. D'acord amb la revista Billboard, fins al juny de 2019, ha venut 6 milions de còpies mundialment i ha acumulat més de dos mil milions d'streams entre totes les plataformes.D'altra banda, la banda sonora va guanyar el premi a la millor música original als premis BAFTA de 2018 i el premi al millor recull de banda sonora en els premis Grammy de 2020. També va ser considerat per la revista Billboard com un dels millors àlbums llançats en 2018. Així mateix, «Shallow», el senzill principal, va rebre un Globus d'Or, un Premi de la Crítica Cinematogràfica, un Oscar i dos Grammys.

## Llista de cançons
| Núm. | Títol                                      | Composició                                                                 | Durada |
| ---- | ------------------------------------------ | -------------------------------------------------------------------------- | ------ |
| 1.   | «Intro»                                    |                                                                            | 0:20   |
| 2.   | «Black Eyes»                               | Bradley Cooper i Lukas Nelson                                              | 3:03   |
| 3.   | «Somewhere Over the Rainbow» (Diàleg)      |                                                                            | 0:42   |
| 4.   | «Fabulous French» (Diàleg)                 |                                                                            | 0:20   |
| 5.   | «La vie en rose»                           | Louis Guglielmi i Édith Piaf                                               | 3:27   |
| 6.   | «I'll Wait for You» (Diàleg)               |                                                                            | 0:19   |
| 7.   | «Maybe It's Time»                          | Jason Isbell                                                               | 2:40   |
| 8.   | «Parking Lot» (Diàleg)                     |                                                                            | 0:31   |
| 9.   | «Out of Time»                              | Cooper i Nelson                                                            | 2:53   |
| 10.  | «Alibi»                                    | Lady Gaga, Cooper i Nelson                                                 | 3:03   |
| 11.  | «Trust Me» (Diàleg)                        |                                                                            | 0:32   |
| 12.  | «Shallow»                                  | Gaga, Mark Ronson, Anthony Rossomando i Andrew Wyatt                       | 3:36   |
| 13.  | «First Stop, Arizona» (Diàleg)             |                                                                            | 0:11   |
| 14.  | «Music to My Eyes»                         | Gaga i Nelson                                                              | 3:19   |
| 15.  | «Diggin' My Grave»                         | Paul Kennerley                                                             | 3:57   |
| 16.  | «I Love You» (Diàleg)                      |                                                                            | 0:19   |
| 17.  | «Always Remember Us This Way»              | Gaga, Natalie Hemby, Hillary Lindsey i Lori McKenna                        | 3:30   |
| 18.  | «Unbelievable» (Diàleg)                    |                                                                            | 0:29   |
| 19.  | «How Do You Hear It?» (Diàleg)             |                                                                            | 0:14   |
| 20.  | «Look What I Found»                        | Gaga, Mark Nilan Jr., Nick Monson, DJ White Shadow, Nelson i Aaron Ratiere | 2:55   |
| 21.  | «Memphis» (Diàleg)                         |                                                                            | 0:24   |
| 22.  | «Heal Me»                                  | Gaga, Nilan, Monson, DJ White Shadow, Julia Michaels i Justin Tranter      | 3:17   |
| 23.  | «I Don't Know What Love Is»                | Gaga y Nelson                                                              | 2:57   |
| 24.  | «Vows» (Diàleg)                            |                                                                            | 0:18   |
| 25.  | «Is That Alright?»                         | Gaga, Nilan, Monson, DJ White Shadow, Nelson i Raitiere                    | 3:11   |
| 26.  | «SNL» (Diàleg)                             |                                                                            | 0:13   |
| 27.  | «Why Did You Do That?»                     | Gaga, Diane Warren, Nilan, Monson i DJ White Shadow                        | 3:05   |
| 28.  | «Hair Body Face»                           | Gaga, Nilan, Monson y DJ White Shadow                                      | 3:23   |
| 29.  | «Scene 98» (Diàleg)                        |                                                                            | 0:35   |
| 30.  | «Before I Cry»                             | Gaga, Nilan, Monson i DJ White Shadow                                      | 4:19   |
| 31.  | «Too Far Gone»                             | Cooper i Nelson                                                            | 1:26   |
| 32.  | «Twelve Notes» (Diàleg)                    |                                                                            | 1:04   |
| 33.  | «I'll Never Love Again» (Versió del film)  | Gaga, Hemby, Lindsey i Ratiere                                             | 4:41   |
| 34.  | «I'll Never Love Again» (Extended Version) | Gaga, Hemby, Lindsey i Ratiere                                             | 5:29   |